# Патрік Вайт
Патрік Віктор Мартиндейл Вайт (англ. Patrick Victor Martindale White; 28 травня 1912 — 30 вересня 1990) — австралійський письменник. Лауреат Нобелівської премії з літератури за 1973 рік, присудженої «за епічну і психологічну майстерність, завдяки якій був відкритий новий літературний материк».

## Біографія
Народився 28 травня 1912 року в Лондоні; дитинство провів в Австралії, середню освіту здобув в Англії. У 1930—1932 роках працював на ранчо в штаті Новий Південний Уельс (Австралія). Згодом повернувся до Англії, вивчав іноземні мови в Кінгз-коледжі Кембридзького університету. Отримавши диплом, залишився в Лондоні. Під час Другої світової війни служив у розвідці на Близькому Сході та в Греції. 1948 року повернувся до Австралії.
Дебютував збіркою «Орач та інші вірші» (The Ploughman and Other Poems, 1935), видав збірки оповідань «Обпалені» (The Burnt Ones, 1964) та «Какаду» (The Cockatoos, 1975). Особливо цікаві його чотири п'єси — «Дурні похорони» (The Ham Funeral), «Відпочинок в Сарсапарілла» (The Season at Sarsaparilla), «Веселий дух» (A Cheery Soul) та «Ніч на Лисій Горі» (Night on Bald Mountain), що були опубліковані під однією обкладинкою в 1965 році. Автобіографія «Дефекти скла» (Flaws in the Glass) Вийшла 1982 року. Своєю літературною славою Уайт зобов'язаний головним чином романам «Щаслива долина» (Happy Valley, 1939), «Тітчина історія» (The Aunt's Story, 1948), «Древо людське» (The Tree of Man, 1955), Фосс (Voss, 1957) та ін.
У романах характерними персонажами є «обпалені», одинаки-відлюдки з емоційними вадами. Тікаючи від реальності, персонажі Вайта живуть у світі фантазій, а в пізніх романах — у світі мистецтва.
З плином часу романи Вайта ставали дедалі більш позначені неприйняттям цивілізації. Для них характерні також елементи містицизму.
Здобувши 1973 року Нобелівську премію з літератури, використав її грошовий еквівалент задля заснування національної цільової літературної премії, що дістала іменний статус — Премія Патріка Вайта, і відтоді її присуджують щорічно австралійським літераторам за визначний внесок у національну літературу.
Помер у Сіднеї 30 вересня 1990 року.

## Особисте життя
Патрік Вайт був геєм та багато років мешкав зі своїм гомосексуальним партнером Манолі (Еммануелем) Ласкарісом
.

## Твори
- Орач та інші вірші (англ. The Ploughman and Other Poems) (1935)
- Щаслива долина (англ. Happy Valley (1939)
- Живі і мертві (англ. The Living and the Dead) (1941)
- Тітчина історія (англ. The Aunt's Story) (1948)
- Древо людське (англ. The Tree of Man) (1 955)
- Фосс (англ. Voss) (1957)
- Ті, що мчать колісницею (англ. Riders in the Chariot) (1961)
- Амулет, (англ. The Solid Mandala) (1966)
- Вівісектор (англ. The Vivisector) (1970)
- Око бурі (англ. The Eye of the Storm) (1973)
- Бахрома з листя (англ. A Fringe of Leaves) (1976)
- Справа Твайборна (англ. The Twyborn Affair) (1979)
- Спогади про багатьох в одному (англ. Memoirs of Many in One) (1986)
- Обпалені (англ. The Burnt Ones) (1964) — збірка оповідань
- Какаду (англ. The Cockatoos) (1974) — збірка оповідань
- Тріщини на склі (англ. Flaws in the Glass) (1981)

### П'єси
- Bread and Butter Women (1935) не поставлено.
- The School for Friends (1935) не поставлено.
- Return to Abyssinia (1947) не поставлено.
- The Ham Funeral (1947) prem. Union Theatre, Adelaide, 1961.
- The Season at Sarsaparilla (1962)
- Night on Bald Mountain (1964)
- A Cheery Soul (1963)
- Big Toys (1977)
- Signal Driver: A Morality Play for the Times (+1982)
- Netherwood (1983)
- Shepherd on the Rocks (1987)

## Публікації українською
- Вайт [Уайт] Патрік. Жіноча рука: Повість / Пер. з англ. Надія Боровик // Всесвіт. — 1977. — № 12;
- Вайт [Уайт] Патрік. Повне черево: Оповідання / Пер. з англ. Марія Габлевич // Всесвіт. — 1995. — № 5/6.